# Chichaoua
Chichaoua (em amazigh: Cicawn ⵛⵉⵛⴰⵡⵏ; en árabe: شيشاوة) es una ciudad de Marruecos. Es la capital de la provincia de Chichaoua, dependiente de la región de Marrakech-Safí. Es un cruce de caminos, el paso obligado para ir a Agadir, Imintanoute, Esauira, Marrakech y Safí.